# Centenera de Andaluz
Centenera de Andaluz es un municipio de la provincia de Soria, situado en la comunidad autónoma de Castilla y León, en el nordeste de España. Históricamente perteneció desde la Reconquista al Alfoz de Andaluz o Señorío de Fuentepinilla.

## Geografía

Término municipal.

Centenera de Andaluz tiene una superficie de casi 20 kilómetros cuadrados. Se encuentra a 45 kilómetros de la capital soriana y su altitud es de 944 metros, teniendo el río Duero al sur del núcleo urbano. En el censo agrario de 1999 figuraban 1686 ha labradas, tan solo 2 ha en pastos permanentes y 81 ha con especies arbóreas forestales. Asimismo, había 86 reses ovinas y 151 cabezas de porcino. 
Geográficamente, tiene al norte el término de Fuentepinilla, al sur el río Duero y al otro lado del mismo se encuentran Velamazán, Rebollo y Fuentetovar; al este linda con Santa María del Prado y por el oeste con Andaluz. Como fuentes destacan las llamadas "Bajera" y "Cubillo", y como arroyo el "Linares", que pasa por la dehesa del pueblo.

### Clima
Su clima es mediterráneo continental, caracterizado por inviernos muy largos y rigurosos y veranos cortos pero calurosos; la temperatura media anual está en torno a los 14 °C (con máximas en agosto de 42 °C y mínimas en enero de -13 °C). La hidrografía está dominada por el río Duero, que nace en los Picos de Urbión. También tiene arroyos como el del Valle, o el de Valdesebastián (temporal).

### Medio ambiente
En su término e incluidos en la Red Natura 2000 se encuentran los siguientes lugares:
- Lugar de Interés Comunitario conocido como Riberas del Río Duero y afluentes, ocupando 9 hectáreas, el 1 % de su término.[1]

## Historia
En el siglo XIX se hallaron diversas hachas neolíticas y también se han encontrado piezas líticas, fragmentos de cerámica y restos de construcción (teja romana) y cerámica común romana. 
En el año 1089 Centenera de Andaluz se estableció dentro de la Comunidad de Villa y Tierra de Andaluz gracias al primer fuero que se creó en Soria (Fuero de Andaluz). A finales del siglo XII o inicios del siglo XIII se construyó su iglesia románica (San Lorenzo).
A la caída del Antiguo Régimen la localidad se constituye en municipio constitucional en la región de Castilla la Vieja, que en el censo de 1842 contaba con 56 hogares y 228 vecinos.

## Geografía humana

### Demografía
Cuenta con una población de 21 habitantes (INE 2024).
| Gráfica de evolución demográfica de Centenera de Andaluz entre 1842 y 2021                                            |
| |
| Población de derecho según los censos de población del INE. Población de hecho según los censos de población del INE. |

### Economía
La mayor fuente de ingresos de Centenera de Andaluz proviene de la agricultura, especialmente de tierras herbáceas (cultivo de cereales etc.).

## Patrimonio
Centenera de Andaluz tiene una iglesia parroquial de origen románico (San Lorenzo), construida probablemente a finales del siglo XII o inicios del XIII.
Ruinas de la ermita de Nuestra Señora de Linares, en una curva del Duero, al sur del pueblo. La imagen románica está en la iglesia de San Lorenzo y se considera patrona de Centenera y de Rebollo, pueblo que está al otro lado del Duero pero muy cerca de la ermita. Esta ermita fue la parroquia del despoblado de Quintanar. que tuvo su origen en una villa romana.

## Cultura

### Fiestas
Virgen de Linares (22 de agosto)